# Lilim Kiss
Lilim Kiss (りりむキッス?) es un manga shōnen del género comedia romántica con algo de ecchi, escrito e ilustrado por Mizuki Kawashita, y serializado en la revisa Shūkan Shōnen Jump de la editorial  Shūeisha. Trata acerca de un chico cuya vida se ve afectada por una Lilim, quien se alimenta de la energía vital de las personas, absorbiéndola mediante un beso. Fue publicado en la revista Shonen Jump desde el año 2000 al año 2001, llegando a reunir dos volúmenes.
Es publicado por Editorial Ivrea para su distribución en Argentina.

## Argumento
Lilim Kiss trata sobre la vida de Takaya Saiki, un chico apuesto e inteligente que es fácilmente incomprendido ya que le gusta dar una imagen de chico rudo aprovechando su aspecto amenazante y la facilidad que posee para las peleas. Un día encuentra un frasco que contiene al súcubo Lilim. Ella es muy atractiva, pero tiene la necesidad de drenar la energía vital de los hombres para alimentarse ya sea entrando mientras duermen a su mente con sus sueños eróticos o por medio de besos, lo cual puede deja en precarias condiciones a sus víctimas e incluso puede hacer peligrar sus vidas si no se modera. 
Con tal de que no lastime a otros hombres, Takaya accede a convertirse en su fuente de alimento, quien según Lilim es el "más sabroso" de todos, no solo eso, Takaya resiste mucho mejor que cualquiera el drene de energía quedando simplemente agotado. A partir de entonces, Lilim es aceptada por los padres de Takaya como su novia y comienza a vivir junto a él, mientras que el corazón del muchacho parece comenzar a fluctuar hacia esta preciosa demonio.

## Personajes
Takaya SaikiEl protagonista en esta serie. Es una suerte de matón, pero es sorprendentemente un chico vanidoso que no puede ser vencido por cualquier persona en su escuela ya sea intelectual o físicamente. Un día encuentra un colgante con forma de una pequeña botella, su curiosidad hace que abra la tapa dejando en libertad a una Lilim cuyo nombre también es Lilim. Takaya hace un trato con Lilim para ser su proveedor de energía vital, de esa manera el protege a otros hombres de su depredación; así convence a sus padres para que la dejen quedarse en su casa. Eventualmente comienza a enamorarse de Lilim y su personalidad se suaviza enormemente. Al final, solo el deseo de Takaya de volver a reunirse con Lilim es capaz de romper el precinto donde fue encerrada por Yukihiko.
LilimUna desconocida Lilim quien se alimenta de la energía vital de los humanos varones a través de besos (usualmente lo hace al entrar en los sueños). En una ocasión ella dreno la energía vital de Miu, para poder callarla, lo que indica que ella también es capaz de alimentarse de la energía vital de las mujeres aunque de inmediato explicó que para ella tiene sabor repulsivo, mientras la energía vital de Takaya es diferente a la de cualquier otro, ya que su energía vital es mucho más fuerte y con mejor sabor, así que ella hace un acuerdo de solo besarlo a él. Estaba atrapada dentro de un colgante hasta que fue liberada por Takaya. Una vez que es sellada en el colgante, pierde totalmente sus recuerdos. La comida preparada por Lilim solo puede ser descrita como destructiva al punto que unas gotas de su sopa llegan a derretir parte del saco de Takaya. Al poco tiempo ella descubre la razón por la que la energía vital de Takaya es más nutritiva y deliciosa que la de otros hombres, y es porque tienen dos lunares en el mismo lugar, esto puede ser teorizado para indicar una similitud mística entre ellos dos. Eventualmente, Lilim es resellada en el colgante por Yukihiko, quien planeo reclamarla después de que ella perdiera sus recuerdos del tiempo que paso con Takaya, pero no pudo, ya que el colgante quedó sellado, la única persona capaz fue Takaya; cuando Lilim fue nuevamente liberada se pudo comprobar que efectivamente había perdido todos sus recuerdos, pero a pesar de ello, ella sentía un fuerte deseo de estar con Takaya y no con otro.
KojimaUn chico pequeño, fanático de la magia y el ocultismo que está en la misma clase de Takaya y el primero después de Takaya en descubrir la verdad acerca de Lilim. En un punto de la historia, Lilim discute con Takaya y acaba alojando en casa de Kojima. En ese periodo Kojima le enseña a escribir. Diferente a todos los otros chicos en su escuela, siendo Takaya su único amigo, su sentido común y su afán por las reglas hacen que inicialmente se obsesione en querer encerrar a Lilim y convertirse según el, en una especie de salvador para todos los hombres. En el transcurso de la historia aparecerá otra Lilim más madura, Kojima se convierte nuevamente en un perseguidor de esta Lilim conocida como Sempai; después que esta Lilim le diera su primer beso robándo su fuerza vital. Con este encaprichamiento, el intenta convocar al demonio Lilim a través de un ritual mágico pero por error conjura a un wyvern que posteriormente será llamado Pyu-chan, al final su posición como cazador de Lilim, cambiará, dejándola en paz.
MiuUna linda chica, que se enamora de Takaya, luego de que este recuperara su bolso de un carterista. No sabe cocinar y es extremadamente rica, y tiene momentos de inestabilidad mental que la hacen ver totalmente desquiciada. Algunas veces habla en tercera persona para referirse a ella. Un papel secundario que puede ser a veces cómico, su amor caprichoso que siente por Takaya se convertirá en afecto por Chappy.
ChappyUn chico mitad británico, una cuarta parte francés y una cuarta parte japonés, que es el nieto de la señora que limpia y cuida una mansión de la familia de Miu en un bosque en las montañas. Este chico es un narcisista está obsesionado por su belleza. Posee una intensa pero poco clara capacidad para percibir cosas sobrenaturales, lo que le permite cuando conoce al grupo de amigos saber de inmediato que uno de ellos es un ser sobrenatural, pero asegura que se trata de Takaya y no Lilim, ya que razona que alguien lo lógico es que sea alguien de aspecto desagradable ya que una chica así de hermosa es imposible que lo sea. También tiene un choque con Lilim y tratará de hacerla caer totalmente enamorada de él.
Souma YukihikoUn chico rico que está enamorado de Lilim y la había encontrado antes que Takaya. Selló a Lilim en el colgante después que se molestara al comprender que Lilim no se satisfacía solo con su energía vital y visitaba a otros hombres lo que despertaba sus celos a pesar de que ella le había explicado en varias ocasiones que no era capaz de enamorarse de humanos. Tras encerarla perdió el colgante cuando un cuervo lo robó. Al final del manga vuelve a encerrar a Lilim para borrar sus recuerdos razonando que al liberarla nuevamente será solo suya. Sin embargo tras encerrarla Lilim rechaza salir y la tapa no puede ser removida por ningún medio, desesperado suplica a Takaya que abra el colgante, para que de esa forma pueda al menos ver a Lilim una última vez.
SempaiDe apariencia madura, cabello rubio, es una Lilim que iba de pasada por el área donde Takaya vivía. Ella se alimenta de los compañeros de clase de Takaya al igual que Lilim al principio del manga, pero esta Lilim no se alimenta de Takaya, porque ya no tenía energía vital. Tiene curiosidad por saber el tipo de relación que hay entre Lilim y Takaya, al ser descubierta es perseguida por Takaya y Kojima, pero ella drena la energía vital de Kojima al besarlo en medio de la calle y le advierte a Takaya que Lilim no puede tener sentimientos ya que ella es un demonio y su corazón no es como el de los humanos. 'Sempai', hace una visita a Lilim durante la noche y habla a cerca de su relación con Takaya, al enterarse de que Takaya permite que ella tome su energía vital sin recibir nada a cambio le recuerda que una Lilim no roba energía sino que la cambia por sueños o vivencias placenteras como una forma de compensación, es así que Lilim decide seguir el consejo de su superior y ejecuta un servicio por Takaya, pero no de la forma que el y el público esperaba.
Piyu-chanUn wyvern que es conjurado por Kojima intentando obtener una Lilim para sí mismo y que al ser liberado rápidamente destruye las instalaciones de la escuela a la que asisten Takaya, Kojima y Matsuda. Es sellado en el colgante de Lilim por los muchachos para detenerlo, pero es vuelto a liberar por Lilim, quien quería su colgante de regreso. Aunque libre, esta vez el gigantesco dragón por efecto e su encierro queda reducido a una pequeña bola peluda con alas de mirada dulce e inocente que hace un sonido piyu, lo que da origen a su nombre. Es muy cariñoso y hasta sobreprotector con Lilim. Cuando se enfada se vuelve extremadamente pesado y duro, usando su cuerpo como una bala, y si continua aumentando su ira, puede llegar a convertirse en el poderoso dragón que una vez fue.
MatsudaUn compañero de clase de Takaya y Kojima, Matsuda fervientemente va en persecución de Lilim. Aparentemente el también es un fuerte admirador de Miu. Matsuda provee de cierta cantidad de situaciones cómicas en la historia pero ocasionalmente ayuda a avanzar la trama de la historia.